# Иркутский государственный университет путей сообщения

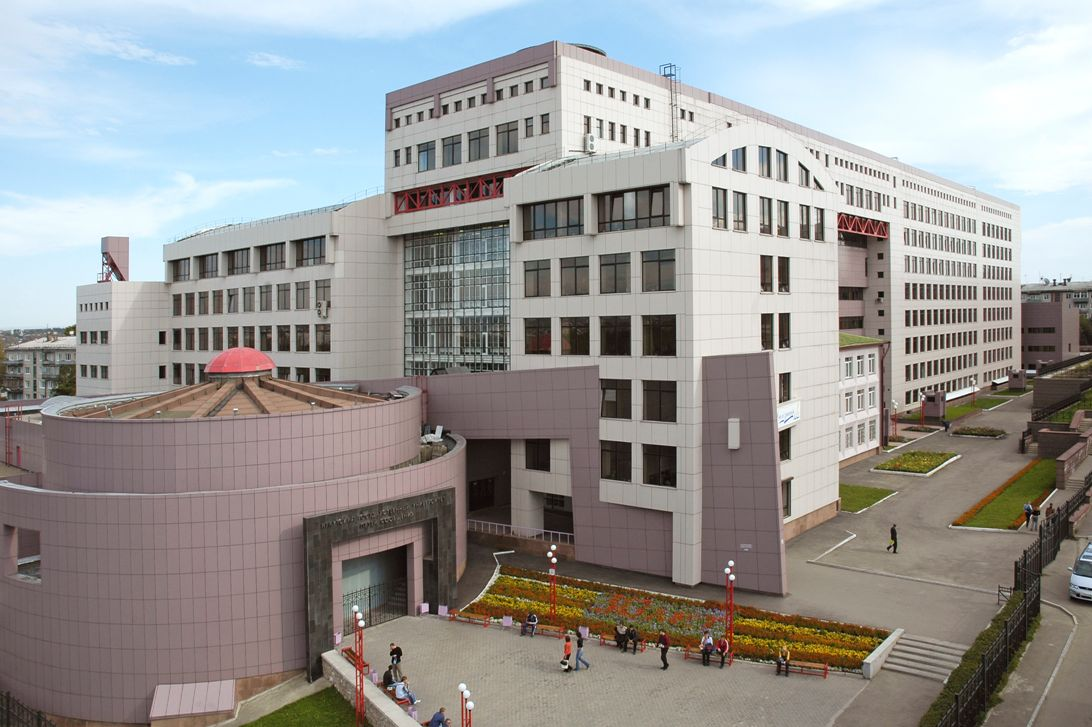
Общий вид на главный учебный корпус в г. Иркутске

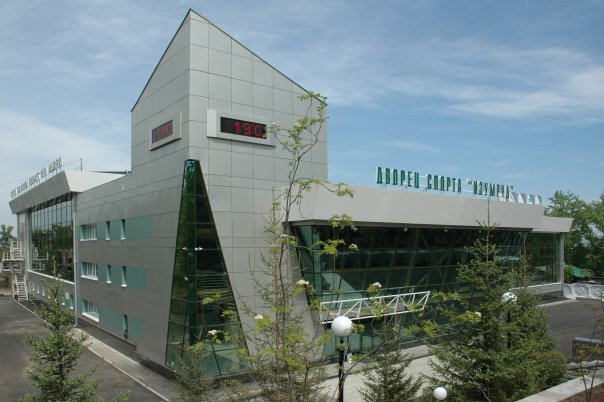
Спортивный комплекс «Изумруд»

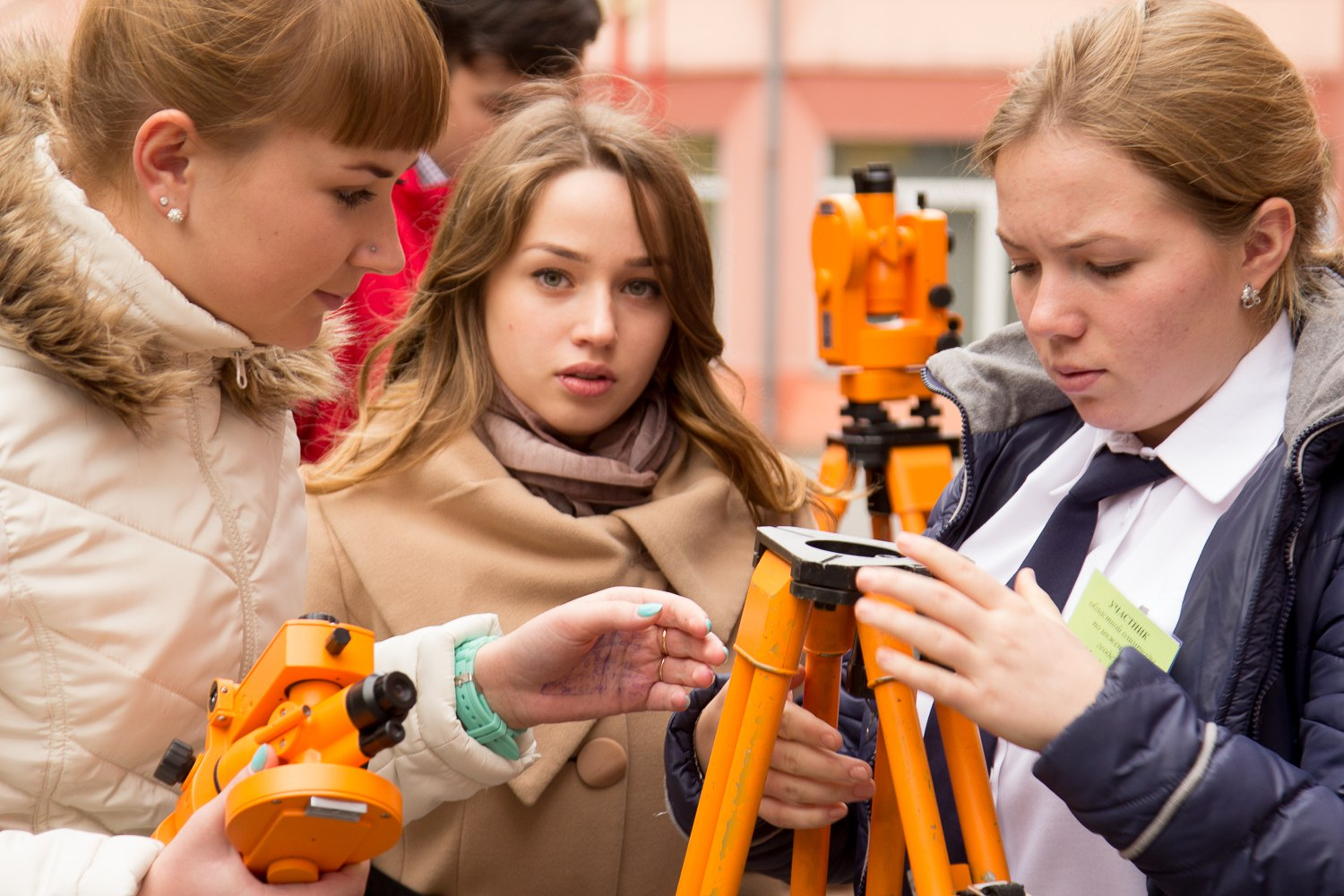
Студенты на занятиях по геодезии

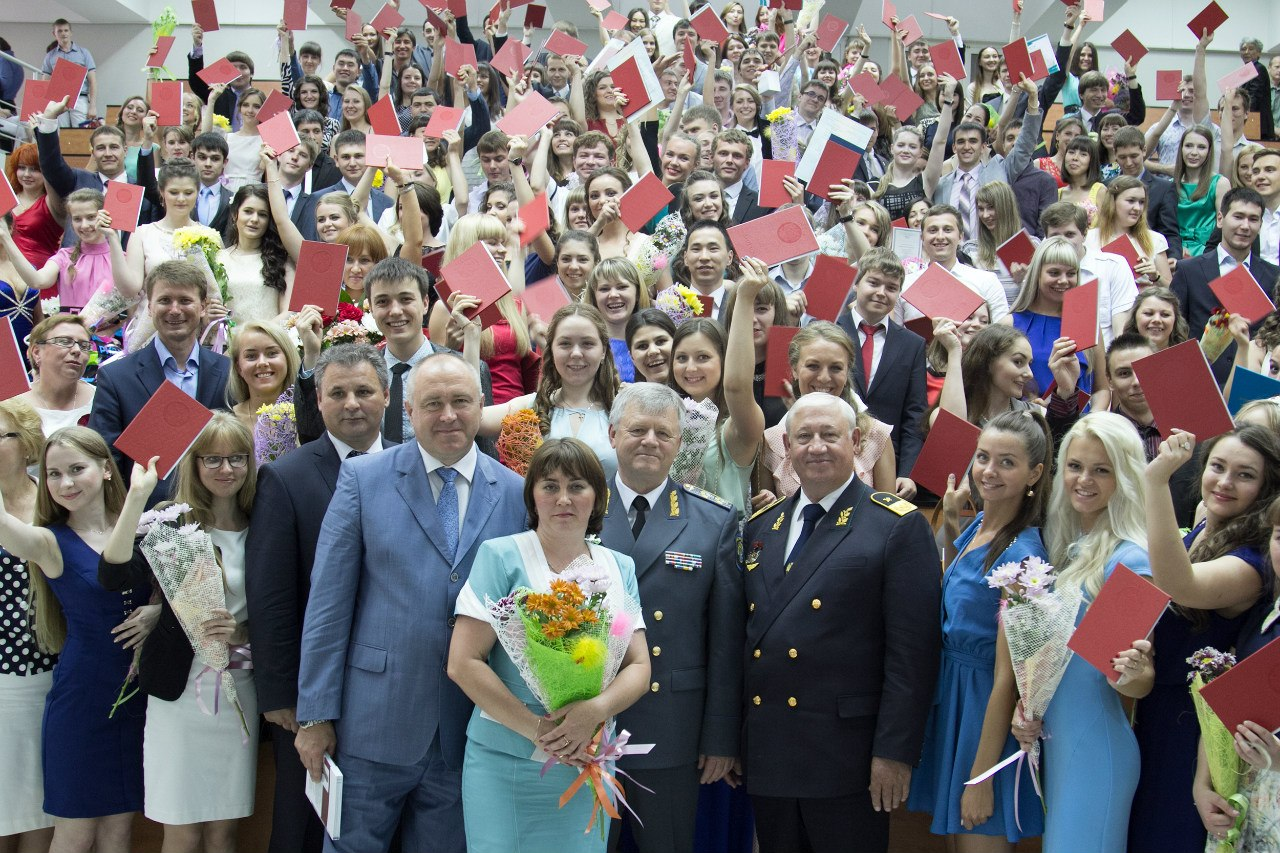
Вручение дипломов

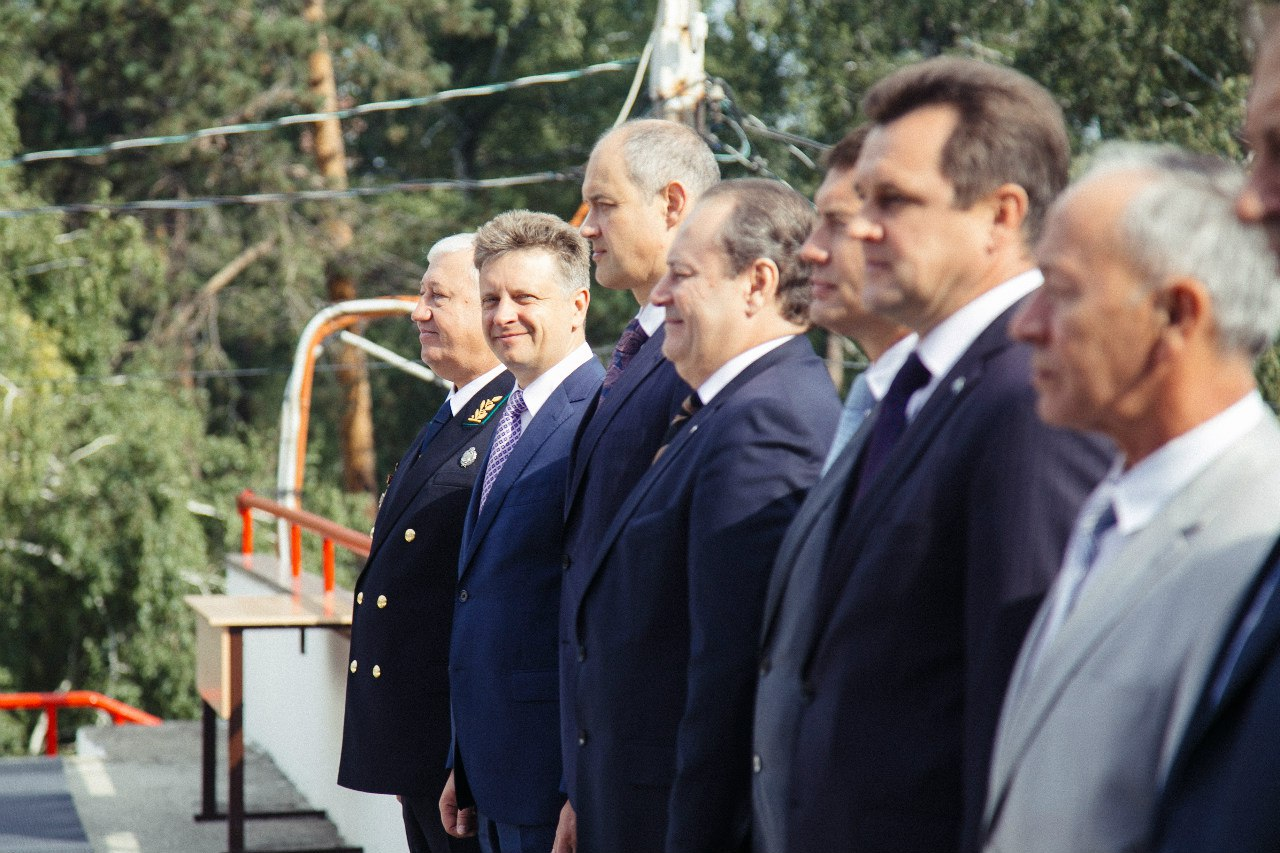
Визит министра транспорта России М. Ю. Соколова

Иркутский государственный университет путей сообщения — высшее учебное заведение, один из ведущих учебных и научно-инженерных центров Сибири и Дальнего Востока России в сфере железнодорожного транспорта.
Полное наименование — Федеральное государственное бюджетное образовательное учреждение высшего образования «Иркутский государственный университет путей сообщения» (ФГБОУ ВО ИрГУПС). Учредитель университета — Российская Федерация. Функции и полномочия учредителя осуществляет Федеральное агентство железнодорожного транспорта.
Организационно представляет собой регионально-отраслевой университетский комплекс с филиалами в четырёх субъектах Российской Федерации и Монголии. В состав университетского комплекса входят головной вуз в Иркутске, 4 филиала и 3 колледжа и 2 техникума.
Готовит специалистов высшего и среднего профессионального образования для железнодорожной отрасли и других отраслей народного хозяйства по 32 направлениям подготовки высшего профессионального образования, 12 специальностям среднего профессионального образования.
Ежегодно университет выпускает более 4000 специалистов с высшим и средним специальным образованием.
Вуз занимает первое место в регионе по показателю трудоустройства выпускников и первое место по показателю средней ежемесячной зарплаты выпускников.
Ректор — Трофимов Юрий Анатольевич, кандидат технических наук, доцент.

## История

### События и даты
1932 — открыт Восточно-Сибирский институт инженеров транспорта (ВСИИТ) с подготовкой по двум специальностям: путейцы и паровозники. Располагался институт на станции Иннокентьевская (ныне Иркутск-Сортировочный).
1934 — ВСИИТ реорганизован путём объединения с Новосибирским институтом инженеров пути.
1946 — в Иркутске открыт учебно-консультационный пункт (УКП) Всесоюзного заочного института инженеров железнодорожного транспорта. УКП был передан Хабаровскому институту.
1961 — УКП получил статус филиала.
1962 — УКП (филиал) передан Новосибирскому институту инженеров железнодорожного транспорта.
9 мая 1963 года выходит постановление ЦК КПСС и Совета Министров СССР № 533 об образовании в г. Иркутске института инженеров железнодорожного транспорта.
1975 год считается годом рождения вуза. Министерство путей сообщения СССР выпустило приказ № 1534 от 18 июля 1975 года, которым дало согласие на открытие в Иркутске самостоятельного института железнодорожного транспорта (ИрИИТ). База для его открытия уже имелась. Институт расположился по адресу: Курчатова, 10, на 1-м, 2-м этаже. На остальных этажах было общежитие для студентов.
13 февраля 2002 решением аккредитационной коллегии Минобразования России Иркутский институт инженеров железнодорожного транспорта получил статус университета.
1 декабря 2005 года распоряжением Правительства РФ университет реорганизован в регионально-отраслевой университетский комплекс. Вуз стал единственным в регионе университетским комплексом, объединив в своей структуре Красноярский и Читинский техникумы железнодорожного транспорта, Улан-Удэнский колледж железнодорожного транспорта и Иркутский медицинский колледж железнодорожного транспорта.

### Ректоры ИрГУПС и ИрИИТ[4]
- 1975—1980 — Поздеев Владимир Николаевич (р. 1931—2018)[5].
- 1980—1982 — Гура Георгий Степанович (1929—2011)[6][7].
- 1982—1987 — Рыжиков Владимир Георгиевич (1938—1986).
- 1987—2002 — Сурков Леонид Петрович (р. 1938).
- 2002—2018 — Хоменко Андрей Павлович (р. 1952).
- 2018—2021 - Каргапольцев Сергей Константинович.
- 2021—2022 - Хоменко Андрей Павлович (р. 1952) - и.о. ректора.
- 2022 — по наст.время - Трофимов Юрий Анатольевич (р. 1978) -  ректор.

### Филиалы[8]
- Красноярский институт железнодорожного транспорта — филиал в Красноярске
- Улан-Удэнский институт железнодорожного транспорта — филиал в Улан-Удэ
- Забайкальский институт железнодорожного транспорта — филиал в Чите
- Монгольский филиал в Улан-Баторе

### Колледжи
- Сибирский колледж транспорта и строительства
- Медицинский колледж железнодорожного транспорта
- Читинский техникум железнодорожного транспорта
- Красноярский техникум железнодорожного транспорта
- Улан-Удэнский колледж железнодорожного транспорта

### Инфраструктура
Иркутский государственный университет путей сообщения  сегодня — это современный научно-образовательный комплекс с развитой учебно-лабораторной и производственной базой, имеющей все условия для качественной подготовки высококвалифицированных специалистов транспортной отрасли. Здание головного вуза в Иркутске состоит из 6 учебных корпусах расположено свыше 100 специализированных кабинетов и лабораторий. К услугам студентов — библиотека, вычислительный центр, доступ в Интернет. В инфраструктуру университета входят 7 общежитий в Иркутске, спортивно-оздоровительный комплекс «Изумруд» с бассейном, тренажерным и физкультурными залами, а также открытые спортивные площади в принадлежащей университету роще "Звездочка".

### Наука
ИрГУПС является членом Международной ассоциации транспортных университетов стран АТР, а также  Ассоциации ректоров транспортных вузов РФ и КНР, где принимает ежегодное участие с докладами в работах форумов и симпозиумов.
С 2008 года особое место в развитии международных связей занимает Международный симпозиум по инновациям и обеспечению безопасной эксплуатации современных железных дорог.  Российский и китайские транспортные университеты активно сотрудничают по одной из актуальных тематик железнодорожной отрасли – инновациям, что дает возможность не только организовывать эффективную совместную работу государственных профильных вузов, но и позволяет сблизить позиции в информационном пространстве современных наукоемких прорывных технологиях. Студенты и преподаватели вуза являются постоянными призерами отраслевых научных конкурсов.

### Творчество и спорт
Культура и спорт: в университете 14 творческих студий разной направленности - театральные, эстрадного вокала, инструментальные и хореографические, а также творческая мастерская ведущих и собственная лига КВН. Студенты университета неоднократно становились победителями и призерами всероссийских и международных творческих конкурсов. Кроме того ,в вузе работает 11 сборных спортивных команд по разным видам спорта, университет традиционно славится сильной спортивной подготовкой.

### Строительные отряды
Иркутский государственный университет путей сообщения первым в Иркутской области возобновил стройотрядовское движение – в 1997 году первый отряд проводников отправился в рейс. На сегодняшний день Сводный строительный отряд ИрГУПС является самым многочисленным в Иркутской области. Его бойцы строили объекты олимпиады в Сочи, Космодром «Восточный», работают на объектах БАМа, магистральный трубопровод «Сила Сибири»  Всего сводный отряд ИрГУПСа насчитывает 536 человек.

### Волонтерство (добровольчество)
Волонтерское движение в университете зародилось на базе строительных отрядов. Студенты помогали одиноким старикам, ветеранам войны и труда и просто пожилым и одиноким людям убирать снег, колоть дрова и т.д. Постепенно волонтерская деятельность выделилась в самостоятельное направления общественной жизни студентов и теперь в вузе действует единый волонтерский центр, а рамках которого ведется работа по многим направлениям.

##### Спортивное волонтерство
- подготовка волонтеров на различные спортивные события в РФ;
- помощь в организации и проведение спортивных чемпионатов и соревнований мирового, федерального, областного масштаба.

##### Событийное волонтерство
- сопровождение и обслуживание, культурных, научных и других мероприятий в городе и области;
Экологическое волонтерство:
- акции по уборке мусора, озеленению и восстановлению выгоревших лесов.

##### Социальное волонтерство
- поддержка граждан ветеранов, пожилых людей.

##### Противопожарное волонерство
- проведение просветительской работы с жителями частного сектора города Иркутска;
- патрулирование совместно с сотрудниками МЧС городских лесов.

##### Всероссийское общественное движение «Волонтеры Победы»
- гражданско-патриотическое воспитание, организация и проведение патриотических мероприятий .

## Факультеты и специальности
Бакалавриат
- 08.03.01 Строительство
- 09.03.02 Информационные системы и технологии
- 09.03.04 Программная инженерия
- 10.03.01 Информационная безопасность
- 12.03.01 Приборостроение
- 15.03.06 Мехатроника и робототехника
- 16.03.01 Техническая физика
- 20.03.01 Техносферная безопасность
- 23.03.01 Технология транспортных процессов
- 23.03.03 Эксплуатация транспортно-технологических машин и комплексов
- 27.03.02 Управление качеством
- 38.03.01 Экономика
- 38.03.02 Менеджмент
- 38.03.03 Управление персоналом

Магистратура
- 08.04.01 Строительство
- 09.04.02 Информационные системы и технологии
- 09.04.04 Программная инженерия
- 10.04.01 Приборостроение
- 15.04.05 Конструкторско-технологическое обеспечение машиностроительных производств
- 15.04.06 Мехатроника и робототехника
- 20.04.01 Техносферная безопасность
- 27.04.02 Управление качеством
- 38.04.01 Экономика
- 38.04.02 Менеджмент
- 38.04.03 Управление персоналом
- 38.04.08 Финансы и кредит

Специалитет
- 23.05.03 Подвижной состав железных дорог
- 23.05.04 Эксплуатация железных дорог
- 23.05.05 Системы обеспечения движения поездов
- 23.05.06 Строительство железнодорожных мостов и транспортных тоннелей
- 38.05.02 Таможенное дело